# هه چونگ
هه چونگ (انگلیسی: He Chong؛ زادهٔ ۱۰ ژوئن ۱۹۸۷) شیرجه‌رو اهل چین است.
وی در مسابقات کشوری و بین‌المللی در مجموع برندهٔ ۱۵ مدال طلا، ۱ مدال نقره، ۲ مدال برنز شده‌است.